# Emil Ludwig
Emil Ludwig, właściwie Emil Cohn (ur. 25 stycznia 1881 we Wrocławiu, zm. 17 września 1948 w Ascona w Szwajcarii) – niemiecki pisarz, znany głównie jako autor biografii.
Studiował prawo. Zaczął od pisania sztuk i opowiadań, ale jednocześnie pracował jako dziennikarz. W 1906 przeniósł się do Szwajcarii, lecz w czasie I wojny światowej pracował jako korespondent zagraniczny Berliner Tageblatt w Wiedniu i Stambule.
W wieku 21 lat przeszedł na katolicyzm. Wyrzekł się go w 1922 po śmierci ministra
spraw zagranicznych Walthera Rathenau.
13 grudnia 1931 roku przeprowadził wywiad ze Stalinem w Moskwie, który wykorzystał później w biografii Stalina. Został obywatelem Szwajcarii w 1932, w 1940 wyemigrował do USA. Pod koniec II wojny światowej przyjechał do Niemiec. To właśnie jemu zawdzięczamy odzyskanie trumien Goethego i Schillera, które zniknęły w latach 1943/4 z Weimaru. Po wojnie wrócił do Szwajcarii gdzie zmarł w 1948. 
W latach dwudziestych XX wieku zyskał międzynarodową popularność biografiami, w których mieszał fakty i fikcję z analizą psychologiczną opisywanych postaci. Jako pierwszą wydał biografię
Goethego, następnie Ottona von Bismarcka (1922-1924) i inne – także Jezusa Chrystusa (1928).

## Biografie
- Goethe (1920)
- Bismarck (1922-1924)
- Napoleon (1925)
- Michał Anioł (1930)
- Lincoln (1930)
- Kleopatra (1937)
- Stalin (1942)